# Unreal
|  | Per a altres significats, vegeu «Unreal (sèrie de televisió)». |

Unreal és un videojoc d'acció en primera persona creat per Epic MegaGames (més endavant Epic Games), Digital Extremes i publicat per GT Interactive l'any 1998. Disposa de versions per a les plataformes GNU/Linux, Windows i Apple Macintosh. És l'origen de la sèrie de videojocs Unreal.
La finalitat del joc no és altra que passar nivells, agafar armes i objectes i vèncer enemics fins a acabar el joc. Tanmateix, tot i ser un model de joc molt explotat, al moment del seu llançament Unreal significà un gran pas endavant degut a la bona intel·ligència artificial dels enemics i als gràfics dels que feia gala. El motor del joc de l'Unreal original va esdevenir la base de molts altres jocs de l'època.

## Trama del joc
A la modalitat aventura el jugador protagonitza un pres que viatjava en una nau-presó anomenada Vortex Rikers del planeta D.D.L-nqn, la qual fou atreta per un cos espacial desconegut, fent-la estavellar en un planeta anomenat Na Pali. S'escolten crits de dolor al fons de la nau, que sembla assaltada per monstres desconeguts. El jugador apareix en una cel·la la paret de plasma de la qual ha estat desconnectada, atorgant-li la llibertat. El jugador apareix sense armes, fet malbé i amb pocs punts de vida. A través de l'escenari podrà recollir-ne armes, armadures i diversos objectes d'utilitat. La missió del joc és abandonar el planeta, eliminant tot enemic que s'interposi en l'objectiu.

## Requisits
- Windows: Pentium 166 MHz, 16 MB RAM, Windows 95/98/NT, 1 MB de targeta gràfica, targeta de so, entrada CD-ROM, 100 MB d'espai al disc dur.